# Inam ul-Haq
Inam ul-Haq (né en 1940), est un diplomate et homme politique pakistanais. Ministre des Affaires étrangères en 2002 et du 16 novembre 2007 au 31 mars 2008 dans le gouvernement de Muhammad Mian Soomro, succédant à Khurshid Mahmood Kasuri.
Il fut ambassadeur de son pays en Chine et en Turquie.